# Frate Lorenzo
Frate Lorenzo (Friar Laurence o Lawrence) è un personaggio della tragedia shakespeariana Romeo e Giulietta.

## Nell'opera
Frate Lorenzo è un frate francescano con una profonda conoscenza delle piante. Molto legato a Romeo, Frate Lorenzo segue con attenzione il suo amore per Rosalia ed è colpito dalla rapidità con cui il giovane sia cambiato nei suoi affetti innamorandosi improvvisamente di Giulietta. Tuttavia, vedendo nella relazione tra i due adolescenti la possibilità di porre fine ai conflitti tra Capuleti e Montecchi, decide di assecondare il loro amore e li sposa in segreto. Dopo la condanna all'esilio di Romeo, Frate Lorenzo continua a prodigarsi per loro e prepara la pozione che rallenterà le funzioni vitali di Giulietta, facendola passare per morta. Manda il confratello Giovanni a Mantova per informare Romeo del piano, ma il francescano non viene fatto entrare in città, dato che le guardie temono abbia la peste. 
Resosi conto della situazione, Lorenzo corre alla cripta dei Capuleti, dove trova Giulietta sconvolta e i cadaveri del conte Paride e di Romeo. Il frate si rende conto dell'errore commesso e sente il peso della colpa, ma incoraggia Giulietta a non prendere decisioni affrettate ma di ritirarsi in un convento; tuttavia, sapendo di essere in parte responsabili dell'accaduto, fugge appena sente un rumore, lasciando Giulietta sola con il suo proposito di suicidarsi. Dopo la scoperta dei cadaveri, il frate è fermato dalle guardie mentre fugge dal cimitero e riportato nella cripta, dove confessa tutto al principe Escalo. Il destino del religioso è ambiguo ma il principe pare non ritenerlo responsabile, affermando che tutti loro hanno sempre ritenuto Frate Lorenzo un sant'uomo.

## Interpretazione
Il personaggio di Frate Lorenzo appare in molte delle fonti letterarie da cui Shakespeare attinse direttamente o indirettamente, tra cui la Tragical History of Romeus and Juliet di Arthur Brooke (1572), l'Histoires Tragiques di Pierre Boaistuau (1559), il Romeo e Giulietta di Matteo Bandello (1554) e l'Historia di due nobili amanti di Luigi Da Porto (anni 1530). Tuttavia, in tutte queste opere il personaggio di Lorenzo ha caratteristiche più negative che nell'opera shakespeariana e la sua caratterizzazione presenta tratti negativi spesso imputati ai frati nel XVI secolo, tra cui eccessiva ambizione politica e lascivia. Diversi critici hanno visto nel Frate Lorenzo shakespeariano una versione migliore del personaggio, privato delle ambizioni e dei vizi che lo avevano caratterizzato nelle precedenti versioni dell'opera scritta sia da autori cattolici (Bandello, Da Porto) che protestanti (Brooke). Questa visione esclusivamente positiva del personaggio ha diviso i critici letterari, che hanno evidenziato anche una certa ambiguità in Frate Lorenzo, che si dimostra essere una guida spirituale insufficiente, contraddittoria e motivata da fini politici. Pur essendo indubbiamente una figura meno negativa dei suoi precedenti letterari o del trattamento generalmente riservato al clero cattolico nel teatro elisabettiano, il frate si presenta come una delle numerose autorità che, nel corso della tragedia, non riescono ad individuare e risolvere le cause del conflitto e le sue numerose speculazioni e massime sulla natura umana non portano nessun risultato apprezzabile.